# Paul Wender
Paul A. Wender est un chimiste américain dont les travaux portent sur la chimie organique, la chimie organométallique, la synthèse, la catalyse, la biologie chimique, l'imagerie, l'administration de médicaments et la thérapeutique moléculaire. Il est professeur de chimie « Francis W. Bergstrom » à l'Université Stanford et membre de l'Association américaine pour l'avancement des sciences (AAAS) et de l'Académie américaine des arts et des sciences (AAAS),.

## Biographie
Né en 1947, Wender obtient son BS de l'Université Wilkes (Wilkes University) en Pennsylvanie en 1969, et son doctorat de l'Université Yale en 1973. À Yale, il travaille avec Frederick E. Ziegler, obtenant une thèse sur la transformation des cétones en nitriles et la synthèse totale de l'erémophilone. Il est boursier postdoctoral à l'Université de Columbia en 1974. En 1974, il commence sa carrière indépendante en tant que professeur adjoint puis professeur associé à l'Université Harvard. En 1982, il devient professeur à l'Université Stanford comme professeur de chimie « Francis W. Bergstrom ».
Ses recherches portent sur la synthèse ciblée de molécules complexes biologiquement intéressantes. Il invente le terme « synthèse orientée fonction ». Il poursuit des applications pour des médicaments dans le traitement du cancer, par exemple, et synthétise du phorbol, du taxol, de la résinifératoxine et de la prostatine (ou pravastatine), entre autres. En raison de ses travaux sur la synthèse de dérivés d'indole, la synthèse d'indole de Wender qu'il a décrite en 1981 porte son nom.